# Famille Benouville
La famille Benouville est une famille parisienne d'artistes.

## Filiation

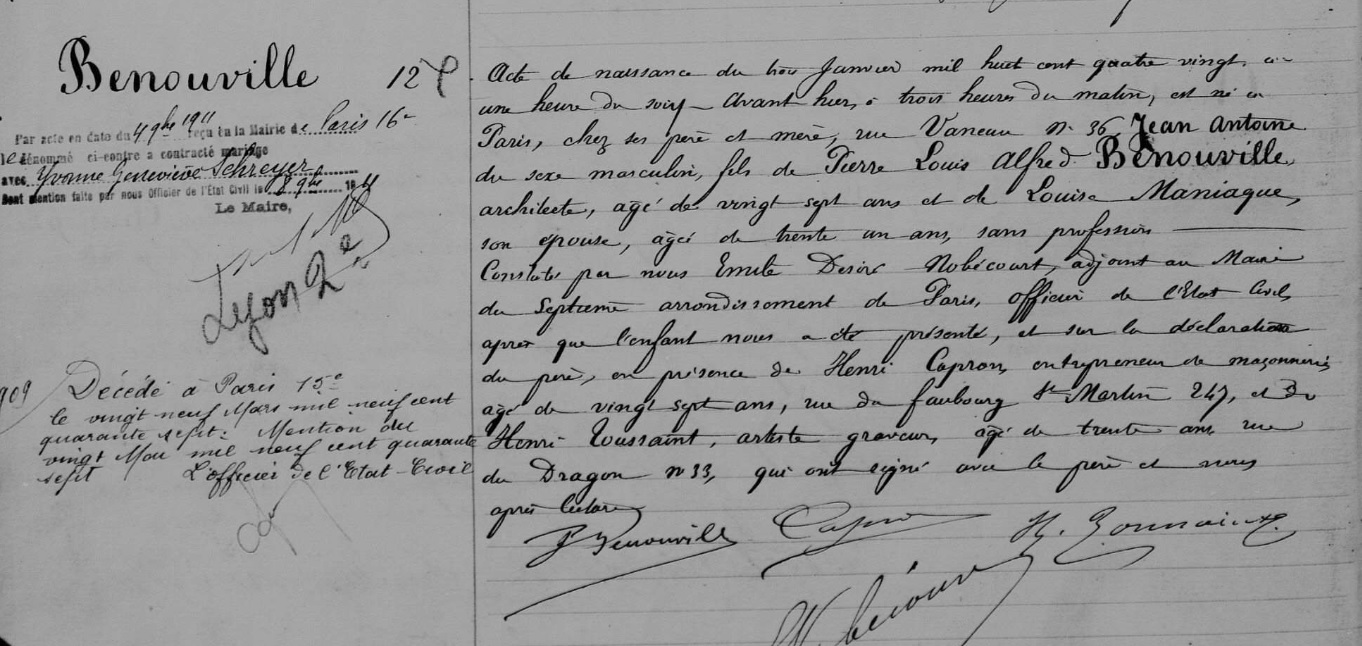
1880.01.01 - Acte de naissance de Jean Benouville.

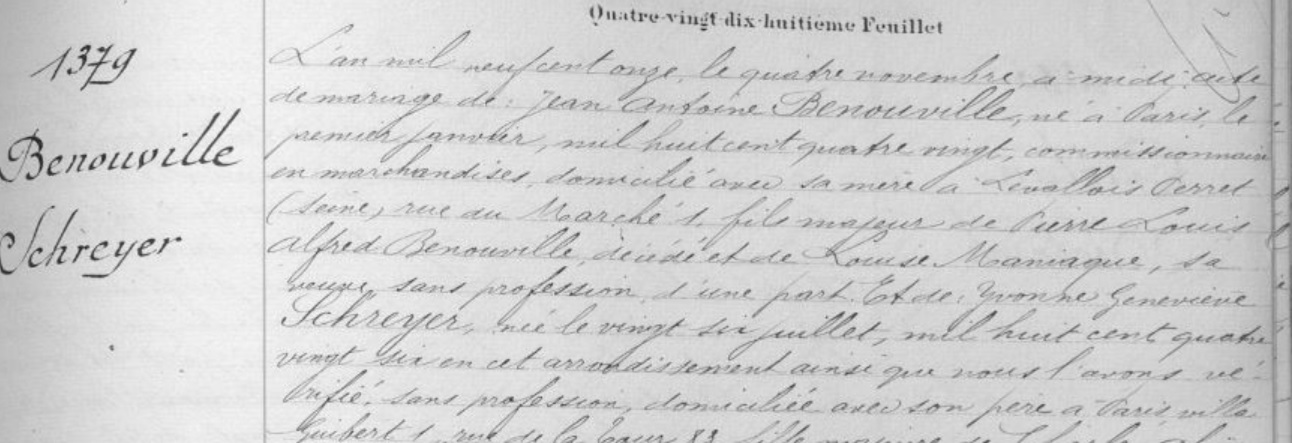
1911.11.04 - Mariage Jean Benouville - Yvonne Schreyer.

- Augustin Benouville (1785-1857) épouse Jeanne-Françoise Couturier[1].
  - Jean-Achille Benouville (1815-1891), peintre. Il épouse Eugénie Clarisse Quesney-Lerouge[2],[3],[4].
    - Pierre Louis Benouville (1852-1889), architecte diocésain. Il épouse Louise Maniaque[5],[6].
      - Jean Benouville (1880-1947) épouse Yvonne Schreyer[7].
        - François Benouville, arrêté pour faits de Résistance par la Gestapo en 1942, meurt en déportation en 1944 au camp de concentration de Neuengamme.
        - Pierre Benouville dit Pierre de Bénouville[7] (1914-2001), résistant, homme politique et écrivain.
        - Christiane Benouville épouse Jacques Hogard (général)[8].
          - Jacques Hogard (colonel)[8].
          - Jean-François Hogard, général[8].

    - Léon Benouville (1860-1903), architecte[9],[10],[11].

  - François Léon Benouville (1821-1859), artiste peintre[12],[13],[14]. Il épouse Sophie Marguerite Beaujanot[15].

Au sujet du nom de famille « Benouville » : 
- il s'écrit sans accent, comme on le lit sur chaque acte d'état civil et sur les signatures : voir ci-contre une copie de l'acte de naissance de Jean Benouville[16] et une autre de son acte de mariage[17] ;
- Pierre Benouville (de son nom de naissance) fut connu à partir de 1930 sous le nom de Pierre Guillain de Bénouville, du nom de famille d'une famille de la noblesse normande dont il disait descendre[18].